# 伍冬兰
伍冬兰（1963年—），湖南耒阳人，汉族，中华人民共和国政治人物、第十二届全国人民代表大会湖南地区代表。
毕业于湖南三师幼师专业。担任湖南耒阳龙塘镇龙形村村委会主任。2008年起担任全国人大代表。2013年，担任全国人大代表。